# Wicca
Wicca ili Umijeće (eng. The Craft) je suvremena neopoganska, sinkretistička religija nadahnuta pretkršćanskim vjerovanjima i oblik modernog vještičarstva, a osnovao ju je 1950. godine Gerald Gardner (1884. – 1964.). Smatra se istodobno novopoganskom religijom i dijelom okultnog Zapadnog ezoterizma. Postoji više wiccanskih tradicija i sljedbi, a većini je zajedničko štovanje ženskog božanskog načela (Božice), i poštovanje prirode i prirodnih ciklusa pa shodno tome prakticiraju svoje obrede povezano s godišnjim dobima i ciklusima Sunca i Mjeseca.
Wiccani sebe počesto nazivaju vješticama te je ženski oblik za praktičara Wicce vještica, a za muškog praktičara vještac. Organizirani su u kovene i okupljaju se više puta godišnje na sabatima, gdje razmjenjuju svoja iskustva, prakse, štuju božanstva i stječu nove vještine.
Postoje dvije glavne tradicije u Wicca religiji; Gardnerijanska Wicca čiji je osnivač Gerald Gardner i Aleksandrijska Wicca koju je utemeljio nekadašnji gardnerijanac Alex Sanders (1926. – 1988.) sa suprugom Maxine Sanders (r. 1946.). Gardnerijaska Wicca je bila prva denominacija Umijeća, a karakteristično za nju je da ne priznaje samoinicijaciju, stavlja naglasak na Trostruku Božicu, iako priznaje postojanje i potrebu za oba božanstva. Naglasak je na slavljenju božanstava, dok se magijom služe uglavnom za iscjeljivanje, a obrede provode obnaženi. Aleksandrijska Wicca je preuzela većinu gardnerijanskih obreda, ali je u njih uključila i judeokršćanske i ceremonijalno-magijske elemente.
Jedna od poznatijih tradicija je i feministička Dijanička Wicca koja se pojavljuje 1970-ih u Kaliforniji, SAD, a osnovala ju je mađarsko-američka književnica i aktivistkinja Zsuzsanna Budapest (r. 1940.). Tradicija je podjednako religijska i magijska, a može uključivati isključivo ženske članove, ali i mješovite.
Wicca nema vodeću religijsku figuru koja bi imala sveobuhvatni autoritet, zbog čega u većini zemalja nije priznata službeno kao religija. Većinu njenih izvornih vjerovanja, načela i praksi izgradili su tijekom 1940-ih i 1950-ih, visoka svećenica Doreen Valiente (1922. – 1999.) i sam Gardner. S vremenom se razdvojila u niz ogranaka, sekti i denominacija, koje se nazivaju školama ili tradicijama i od kojih svaka ima neku razinu hijerarhije i središnje organizacije.
Wiccanska religija najbrže je rastuća religija u Americi, američki časopis o misterijskim tradicijama objavio je da u SAD-u ima više od 730.000 sljedbenika Wicce, a u Velikoj Britaniji 110.000 – 120.000. Sljedbenici Wicce su većinom ljudi visokog obrazovanja i politički usmjereni ekologiji, trećinu čine muškarci, a u zadnje vrijeme sve je više mladih. Wicca nije ni na koji način povezana sa Sotonizmom, vjeruju u zakon privlačnosti, ravnotežu i harmoniju, snagu koja dolazi kroz znanje i progresivnu reinkarnaciju. Wicca se odnosi na religiju, na štovanje Božice (ženskog aspekta) i Boga (muškog aspekta), no Božanstva su samo metafora koja služi za pojednostavljivanje, oni u biti vjeruju u ono nešto savršeno što sve pokreće (božanstvenu energiju). Bogovi nisu personalizirana sila kao u Kršćanstvu. Vjeruju da je čovjekova života energija (duša) spojena s energijom svega što nas okružuje, tako da je čovjek dio priorde i priroda dio čovjeka. Ne povode se previše za nekim pisanim pravilima i dogmama, dakle nemaju svoju Bibliju, njihova uvjerenja se, kao i njihovi rituali sastoje od proučavanja prirode koja nas okružuje a time i prirode čovjeka. Rituali koje izvode i predmeti kojima se koriste su samo pomoćno sredstvo kojim se služe da bi lakše upotrijebili zakon privlačnosti. Takav predmet je naprimjer athame koji služi za usmjeravanje energije i iako je vjerojatno jedan od najvažnijih predmeta u ritualima, može se i bez njega.
Wicce ne vjeruju u pojam dobrog i lošeg jer vjeruju u prirodnu ravnotežu koja da bi funkcionirala mora sadržavati i dobro i loše.
Glavno pravilo po kojemu se povode je : Ne naudi nikome, čini što te volja. Ne vjeruju u neki poseban sustav grijeha (samo dakle da ne smiju nauditi nikome ni na koji način) jer vjeruju da ih je priroda stvorila onakvima kakve ih želi pa se ne trude biti božanski savršeni već što više u skladu s prirodom. 
Od svih religijskih pokreta koji su se pojavili tijekom 1960-ih, Wicca je najuspješniji.

## Etimologija
Riječ wiccan je pluralni oblik riječi wicce u ženskom, te wicca u muškom rodu, što u staroengleskom jeziku označava vješca ili vješticu i ima značenje šaman ili mudrac. Izraz je 1940-ih prihvatio Gerald Garner kako bi razlučio wiccu od sotonizma i pojedinačnog čarobnjaštva.

## Povijest
Utemeljitelj Wicce britanski je državni službenik Gerald Gardner, koji je proveo većinu karijere u Aziji, gdje je proučavao domorodačke religijske tradicije. Uz to se bavio proučavanjem Zapadne ezoterijske literature, uključujući i djela Aleistera Crowleyja te se 1930-ih uključio u djelovanje okultne zajednice u Ujedinjenom Kraljevstvu. Godine 1954. objavio je knjigu "Vještičarstvo danas" (eng. Witchcraft Today), koja je doprinijela širenju interesa javnosti za vještičarstvo, nakon čega je osnovao svoj koven i uspostavio suradnju s visokom svećenicom Doreen Valiente, s kojom je razvio teorije i prakse onoga što je danas poznato kao Gardnerijanska Wicca. Wicca se uskoro nakon Engleske, počela brzo širiti Europom i Sjevernom Amerikom te su počele nicati brojne tradicije, kao primjerice Aleksandrijska Wicca koju je osnovao engleski okultist Alex Sanders te Ferijska Wicca koja je osnovana na zapadnoj obali SAD-a.
Godine 1971. mađarska imigrantica u SAD, Zsuzsanna Budapest, osnovala je Dijaničku Wiccu koja u fokus stavlja feminizam i žensko božanstvo. Istovremeno, među pripadnicima Wicce jača osjećaj za očuvanje prirodnog okoliša, zbog čega se počinje sve češće prezentirati kao prirodna religija. Najbitnija knjiga za širenje Wicce nakon 1980-ih je Spiralni ples (1979.) koju je objavila američka radikalna ljevičarska autorica poznata pod pseudonimom Starhawk (r. 1951.).
Wicca je utjecala na razvoj drugih neopoganskih grupa, poput suvremenog druidizma, ali je istodobno bila pokrenula i aktivističku borbu za ljudska prava neopogana, zbog napada evangeličkih crkvenih autoriteta koji su Wiccane predstavoljali i optuživali kao sotoniste i odgovorne za sotonistička obredna zlostavljanja koja su proistekla većim dijelom iz masovne panike tijekom 1980-ih i ranih 1990-ih godina.
Tijekom 1990-ih i 2000-ih pojavila se wiccanska adolescenska subkultura potaknuta američkim TV serijama (Buffy, ubojica vampira, 1997. – 2003. i Čarobnice, 1998. – 2006.) koje su tematski obrađivale magiju i okultizam, koristeći dijelom i wiccansku terminologiju. Drugi uspon zanimanja za okultizam i Wiccu javio se kod adolescenske populacije tijekom 2010-ih, kao rezultat uvođenja i širenja društvenih mreža.
U novo vrijeme Wicca je ušla gotovo u mainstream, što izaziva kritike starijih praktičara koji smatraju da Wicca mora zadržati tajanstvenost, širenje u uskom krugu privilegiranih i da se njena znanja i tajne ne bi smijele otkrivati javno svima. Istodobno s nastalim promjenama u wiccanskim praksama, jedan dio praktičara se rebrendirao kao pripadnici tradicionalnog vještičarstva, ali i dalje wiccanski po svojim teorijama i praksama pa je nastala zabuna, budući da istodobno postoje i sljedbenici tradicionalnog vještičarstva koji uopće nisu povezani s Wiccom.

## Božanstva u Wicci
Wiccanska vjerovanja uvažavaju ujedno ženski i muški princip, što se odražava i u dualnosti božanstava, gdje se ženski božanski aspekt ponekad naglašava i pretpostavlja muškome, ali se ujedno i koristi muški princip, ali kao jednak ili podređeniji ženskom. Pojedine tradicije Wicce zanemaruju u potpunosti muško božanstvo, dok je u drugima žensko i muško božanstvo podjednako prisutno i važno ili je muško prisutno, ali ima nešto manji značaj od ženskog. Budući da je Wicca religija prirode, potrebna su oba aspekta, i muški i ženski, i oni trebaju biti u ravnoteži, a istodobno i Bog i Božica moraju u sebi nositi i muški i ženski aspekt.
Božica se smatra podrijetlom svega stvorenoga na Zemlji. Naziva ju se Trostruka Božica i kao takva objedinjuje tri aspekta božice (djevojka, majka i starica), koja simbolički prezentiraju tri faze Mjeseca tijekom kalendarskog mjeseca. Izvorište božice su grčke Harite, odnosno rimske Gracije,  trostruka božica podzemnog svijeta Hekata i prapovijesna Majka Zemlja, odnosno Božica Majka.
Bog je poznat kao Rogati Bog, a predstavlja božanstvo koje potječe od keltskog boga Kernunosa (Cernunnos). Ponekad se poistovjećuje i s rogatim Panom iz grčke mitologije.

## Rituali
U prvobitnoj Wicci nadahnuti su viktorijanskim okultizmom, a duhovni sadržaj temeljio se na starim paganskim religijama. Danas većina sljedbenika Wicce radi samostalno i stvara inovativnu religijsku praksu. Rituali se u biti temelje na psihološkom i prirodnom aspektu. Dakle koriste se ljudskom svijesti i podsvijesti te prirodnom iliti životnom energijom

## Simboli
Najpoznatiji simbol Wicce je pentagram. Pet vrhova pentagrama simbolizira pet elemenata (zemlja, zrak, voda, vatra i duh – akaša) ili čovjeka uronjenog u cjelinu postojanja.

## Wicca sabati
Wicca slavi osam glavnih sabati:
- Imbolc (1. – 2. veljače)
- Ostara (20. – 25. ožujka), proljetna ravnodnevnica
- Beltane (30. travnja – 1. svibnja)
- Litha (20. – 25. lipnja), ljetni suncostaj
- Lughnasadh/Lamas (1. kolovoza)
- Mabon (20. – 21. rujna), jesenska ravnodnevnica
- Samhain, komercijalno Noć vještica (31. listopada)
- Jule (20. – 25. prosinca), zimski suncostaj